# فيليبوس دارلاس
فيليبوس دارلاس (باليونانية: Φίλιππος Δάρλας)‏ (23 أكتوبر 1983 بأغرينيو في اليونان - ) هو لاعب كرة قدم يوناني في مركز الدفاع. شارك مع منتخب اليونان تحت 19 سنة لكرة القدم ومنتخب اليونان تحت 21 سنة لكرة القدم ومنتخب اليونان لكرة القدم. أما مع النوادي، فقد لعب مع أريس تسالونيكي وإيرغوتيليس وباناثينايكوس ونادي أبولون سميرني ونادي أتروميتوس ونادي بانيتوليكوس ونادي باوك ونادي بريست وMarko 1927 F.C. ‏ وAthens Kallithea F.C. ‏ وPGS Kissamikos ‏.

## روابط خارجية
- فيليبوس دارلاس على موقع قاعدة بيانات كرة القدم.إي يو (الإنجليزية)
- فيليبوس دارلاس على موقع ناشيونال فوتبول تيمز (الإنجليزية)
- فيليبوس دارلاس على موقع Soccerway.com (الإنجليزية)
- فيليبوس دارلاس على موقع عالم كرة القدم.نت (الإنجليزية)